# Aurora Dan
Aurora Dan (nacida como Aurora Crișu, Bucarest, 5 de octubre de 1955) es una deportista rumana que compitió en esgrima, especialista en la modalidad de florete. Participó en dos Juegos Olímpicos de Verano en los años 1980 y 1984, obteniendo una medalla de plata en Los Ángeles 1984 en la prueba por equipos.

## Palmarés internacional
| Juegos Olímpicos | Juegos Olímpicos             | Juegos Olímpicos | Juegos Olímpicos    |
| Año              | Lugar                        | Medalla          | Prueba              |
| ---------------- | ---------------------------- | ---------------- | ------------------- |
| 1984             | Los Ángeles (Estados Unidos) | Medalla de plata | Florete por equipos |